# Grand Rapids (Minnesota)
Pour les articles homonymes, voir Grand Rapids.
La ville de Grand Rapids est le siège du comté d'Itasca, dans l’État du Minnesota, aux États-Unis. Sa population s’élevait à 10 869 habitants lors du recensement de 2010, estimée à 11 242 habitants en 2017.

## Géographie
La ville de Grand Rapids est située près du fleuve Mississippi. Au sud s'étend la localité de La Prairie où s'écoule la rivière La Prairie qui se jette dans le fleuve Mississippi sur son territoire.
La ville est ainsi nommé à cause de rapides sur le fleuve Mississippi (5,6 km de long). Au XIXe siècle, ils étaient la limite supérieure de remontée des bateaux à vapeur sur le fleuve. De nos jours, ces rapides sont cachés sous le lac du barrage Blandin Paper Mill.

## Démographie
| Groupe                           | Grand Rapids | Minnesota | États-Unis |
| -------------------------------- | ------------ | --------- | ---------- |
| Blancs                           | 94,6         | 85,3      | 72,4       |
| Métis                            | 2,0          | 2,4       | 2,9        |
| Amérindiens                      | 1,9          | 1,1       | 0,9        |
| Afro-Américains                  | 0,6          | 5,2       | 12,6       |
| Asiatiques                       | 0,6          | 4,0       | 4,8        |
| Autres                           | 0,3          | 2,0       | 6,4        |
| Total                            | 100          | 100       | 100        |
|                                  |              |           |            |
| Hispaniques et Latino-Américains | 1,2          | 4,7       | 16,7       |

Selon l’American Community Survey, pour la période 2011-2015, 98,36 % de la population âgée de plus de 5 ans déclare parler anglais à la maison, alors que 0,50 % déclare parler l'espagnol et 1,14 % une autre langue.

## Personnalité liée à la ville
- Judy Garland est née à Grand Rapids en 1922.

## Source
- (en) Cet article est partiellement ou en totalité issu de l’article de Wikipédia en anglais intitulé « Grand Rapids, Minnesota » (voir la liste des auteurs).

1. ↑  « Population and Housing Unit Estimates » (consulté le 24 mars 2018)
2. ↑  Bureau du recensement des États-Unis, « Census of Population and Housing » [archive du 26 avril 2015] (consulté le 11 septembre 2013)
3. ↑  « Population Estimates » [archive du 22 mai 2014], Bureau du recensement des États-Unis (consulté le 14 juillet 2014)
4. ↑  (en) « Grand Rapids, MN Population - Census 2010 and 2000 », sur censusviewer.com.
5. ↑  (en) « Population of Minnesota - Census 2010 and 2000 », sur censusviewer.com.
6. ↑  (en) « Language spoken at home by ability to speak english for the population 5 years and over », sur factfinder.census.gov.